# イリマ＝レイ・マクファーレン
イリマ＝レイ・マクファーレン（Ilima-Lei Macfarlane、1990年4月2日 - ）は、アメリカ合衆国の女性総合格闘家。ハワイ州オアフ島ホノルル出身。サンディエゴ・コンバット・アカデミー所属。元Bellator世界女子フライ級王者。

## 来歴
プナホウ・スクール時代にハワイ州の高校生レスリングチャンピオンに輝いた。卒業後はカリフォルニア州のサンディエゴ州立大学に進学し、ダイエットのために10thプラネット柔術に通い始めたことがきっかけで総合格闘技を始め、2015年にプロデビューした。
2017年7月29日、Eddie Bravo Invitational 12のコンバット柔術（掌底有りのブラジリアン柔術マッチ）女子フライ級トーナメントに参戦。1回戦でブルック・マヨと対戦し、三角絞めで一本勝ち。決勝戦でセリーナ・ハガと対戦し、腕ひしぎ十字固めで一本勝ちを収め、優勝を果たした。

### Bellator
2017年11月3日、Bellator 186のBellator世界女子フライ級王座決定戦でエミリー・デュコテと対戦し、5Rに腕ひしぎ三角固めで一本勝ち。初代王座獲得に成功した。
2018年6月29日、Bellator 201のBellator世界女子フライ級タイトルマッチで挑戦者のアレハンドラ・ララと対戦し、3Rに腕ひしぎ十字固めで一本勝ち。王座の初防衛に成功した。
2018年12月15日、故郷のオアフ島ホノルルで開催されたBellator 213のBellator世界女子フライ級タイトルマッチで挑戦者のヴァレリー・レターノーと対戦し、3Rに三角絞めで一本勝ち。2度目の王座防衛に成功した。
2019年4月27日、Bellator 220のBellator世界女子フライ級タイトルマッチで挑戦者のベータ・アルテアガと対戦し、3Rにグラウンドの肘打ちで大流血に追い込み、ドクターストップによりTKO勝ち。3度目の王座防衛に成功した。
2019年12月21日、Bellator 236のBellator世界女子フライ級タイトルマッチで挑戦者のケイト・ジャクソンと対戦し、3-0の判定勝ち。4度目の王座防衛に成功した。
2020年12月10日、Bellator 254のBellator世界女子フライ級タイトルマッチで挑戦者のジュリアナ・ヴェラスケスと対戦し、0-3の判定負けを喫し王座から陥落した。
2023年4月22日、Bellator 295で女子フライ級ランキング2位の渡辺華奈と対戦し、2-1の判定勝ち。
2023年10月7日、Bellator 300のBellator世界女子フライ級タイトルマッチで王者リズ・カムーシュに挑戦し、5Rに右ローキックでTKO負けを喫した。なお、前日計量でマクファーレンがフライ級の契約体重を726g超過したため、試合はカムーシュが勝利した場合は王座防衛、マクファーレンが勝利した場合は王座が空位となるという条件で行われた。

## 人物・エピソード
- RIZIN FIGHTING WORLD GRAND-PRIX 2016 無差別級トーナメント 2nd ROUNDで同門の村田夏南子のセコンドとして来日し、桜庭和志の「SAKUマシン」マスクを被って入場パフォーマンスに参加した[4]。
- ファッションブランド「The 86ers」とのコラボレーションで、商品購入者にマクファーレンとデートする権利をプレゼントする企画が実施された[5]。

## 戦績

### プロ総合格闘技
| 総合格闘技 戦績 | 総合格闘技 戦績 | 総合格闘技 戦績 | 総合格闘技 戦績 | 総合格闘技 戦績 | 総合格闘技 戦績 | 総合格闘技 戦績 |
| --------------- | --------------- | --------------- | --------------- | --------------- | --------------- | --------------- |
| 16 試合         | (T)KO           | 一本            | 判定            | その他          | 引き分け        | 無効試合        |
| 13 勝           | 2               | 6               | 5               | 0               | 0               | 0               |
| 3 敗            | 1               | 0               | 2               | 0               | 0               | 0               |

| 勝敗 | 対戦相手                 | 試合結果                        | 大会名                                                                             | 開催年月日     |
| ×    | リズ・カムーシュ         | 5R 0:17 TKO（右ローキック）     | Bellator 300: Nurmagomedov vs. Primus 【Bellator世界女子フライ級タイトルマッチ】   | 2023年10月7日  |
| ○    | 渡辺華奈                 | 5分3R終了 判定2-1               | Bellator 295: Stots vs. Mix                                                        | 2023年4月22日  |
| ○    | ブルーナ・エレン         | 5分3R終了 判定2-1               | Bellator 284: Gracie vs. Yamauchi                                                  | 2022年8月12日  |
| ×    | ジャスティン・キッシュ   | 5分3R終了 判定0-3               | Bellator 279: Cyborg vs. Blencowe 2                                                | 2022年4月23日  |
| ×    | ジュリアナ・ヴェラスケス | 5分5R終了 判定0-3               | Bellator 254: Macfarlane vs. Velasquez 【Bellator世界女子フライ級タイトルマッチ】  | 2020年12月10日 |
| ○    | ケイト・ジャクソン       | 5分5R終了 判定3-0               | Bellator 236: Macfarlane vs. Jackson 【Bellator世界女子フライ級タイトルマッチ】    | 2019年12月21日 |
| ○    | ヴィータ・アルテアガ     | 3R 1:50 TKO（ドクターストップ） | Bellator 220: MacDonald vs. Fitch 【Bellator世界女子フライ級タイトルマッチ】       | 2019年4月27日  |
| ○    | ヴァレリー・レターノー   | 3R 3:19 三角絞め                | Bellator 213: MacFarlane vs. Letourneau 【Bellator世界女子フライ級タイトルマッチ】 | 2018年12月15日 |
| ○    | アレハンドラ・ララ       | 3R 3:55 腕ひしぎ十字固め        | Bellator 201: MacFarlane vs. Lara 【Bellator世界女子フライ級タイトルマッチ】       | 2018年6月29日  |
| ○    | エミリー・ダコート       | 5R 3:42 腕ひしぎ三角固め        | Bellator 186: Bader vs. Vassell 【Bellator世界女子フライ級王座決定戦】             | 2017年11月3日  |
| ○    | ジェシカ・ミドルトン     | 1R 2:15 腕ひしぎ十字固め        | Bellator 178: Straus vs. Pitbull 4                                                 | 2017年4月21日  |
| ○    | エミリー・ダコート       | 5分3R終了 判定3-0               | Bellator 167: Caldwell vs. Taimanglo 2                                             | 2016年12月3日  |
| ○    | レベッカ・ルース         | 2R 3:00 リアネイキドチョーク    | Bellator 157: Dynamite 2                                                           | 2016年6月24日  |
| ○    | アンバー・タケット       | 1R 2:09 腕ひしぎ十字固め        | Bellator 148: Daley vs. Uhrich                                                     | 2016年1月29日  |
| ○    | マリア・リオス           | 5分3R終了 判定2-1               | Bellator 141: Guillard vs. Girtz                                                   | 2015年8月28日  |
| ○    | ケイティ・カストロ       | 1R 0:10 KO（右フック）          | Xplode Fight Series: Hurricane                                                     | 2015年1月17日  |

### アマチュア総合格闘技
| 勝敗 | 対戦相手               | 試合結果                     | 大会名                                     | 開催年月日    |
| ○    | アンジェラ・ハンコック | 3R 1:32 腕ひしぎ十字固め     | Xplode Fight Series: Wasteland             | 2014年11月8日 |
| ○    | リンダ・ダービー       | 1R 0:50 TKO（パンチ連打）    | Xplode Fight Series: Tornado               | 2014年9月20日 |
| ○    | ブリアナ・ブランド     | 1R 1:47 キムラロック         | Xplode Fight Series: Tidal Wave            | 2014年8月23日 |
| ○    | モニケ・マルティネス   | 2分3R終了 判定2-1            | Archangel Worldwide: Tournament of Truth 2 | 2014年5月2日  |
| ○    | ステファニー・ハウザー | 1R 0:46 リアネイキドチョーク | Xplode Fight Series: Fire                  | 2014年3月22日 |

## 獲得タイトル
- EBIコンバット柔術女子フライ級トーナメント 優勝（2017年）
- 初代Bellator世界女子フライ級王座（2017年）

## 表彰
- 10thプラネット柔術 茶帯